# Asus Padfone
Asus Padfone — смартфон, разработанный компанией Asus. Работает под управлением ОС Android 4.0. Может монтироваться внутри дока-таблета, к которому может подключаться док-клавиатура. Оба дока увеличивают функциональность и ёмкость аккумулятора.
В России продажи начались 10 сентября 2012 года по цене около 23 тысяч рублей за телефон; 34 тысяч за комплект телефон, док-планшет, стилус, обложка. Стоимость дока-клавиатуры составляет около 6 тысяч.
Поставляемый с телефоном стилус является также bluetooth гарнитурой.
Экран устройства имеет размер 4,3 дюйма по диагонали, изготовлен по технологии Super AMOLED, имеет разрешение 960х540 пикселя (qHD, 255 ppi). Экран покрыт стеклом Corning Gorilla Glass и плёнкой HCLR. сенсорный экран поддерживает несколько одновременных нажатий.